# Museo delle armi antiche di San Marino
Museo delle Armi Antiche di San Marino ligger i Cesta, det andra tornet i San Marino. Museet öppnades 1956. I museet finns det en utställning fördelat på fyra rum med cirka 2000 gamla vapen och rustningar. Det är en del av San Marinos statliga museer.